# Сестрорецький рубль
Сестрорецький рубль — назва мідної монети номіналом 1 рубль, чеканку, якою в 70-х роках XVIII століття намагалися налагодити на Сестрорецькому монетному дворі.
Сестрорецкий рубль мав на меті використання для забезпечення випущених у той час асигнацій.
Найбільші труднощі при виготовленні монети складала заготовка масивних колець. Розпилювати товсті кільця, так щоб вони були рівними невдавалось. Литі кільця вимагали дорогої ручної праці. Також складно було нанести гурт. Досліди велись безуспішно з 1770 по 1778 рік (пробний екземпляр рубля 1771 року знаходиться в Ермітажі, поступив з колекції О. І. Мусіна-Пушкіна).
Відомі в багатьох колекціях новороби виготовлялись в 1840-1850-х роках.